# Lee Bauers

Lee Bauers, 2018

Lee Bauers (* 18. Mai 1965 in Verden (Aller)) ist eine deutsche Schriftstellerin von Fantasy- und Liebesromanen.

## Leben und Werk
Im Jahr 2012 veröffentlichte sie den ersten Teil der Darken Sage, einer mittlerweile 10-bändigen Fantasy-Romanreihe. Die ersten Bände der Reihe, Die Zusammenkunft und Für immer und ewig, erschienen zunächst als Selfpublishing und später als E-Book bei Droemer Knaur.
Neben Fantasy-Romanen schreibt Lee Bauers auch zeitgenössische Liebesromane. Seit 2013 ist sie Mitglied im Vorstand von DeLiA, der Vereinigung deutscher Liebesromanautorinnen und -autoren, und Mitglied beim Phantastik-Autoren-Netzwerk PAN.

## Werke

### Romane und Novellen
- Die Zusammenkunft - Darken Sage 1. OPEN DOOR Publishing, 2012, ISBN 978-3-9820721-0-4; E-Book bei Droemer-Knaur, 2015, ISBN 978-3-426-43338-6.
- Für immer und ewig - Darken Sage 2. OPEN DOOR Publishing, 2012, ISBN 978-3-9820721-1-1; E-Book bei Droemer-Knaur, 2015, ISBN 978-3-426-43339-3.
- Der Angriff - Darken Sage 3. OPEN DOOR Publishing, 2. Auflage, 2019, ISBN 978-3-9820721-2-8.
- Entrissen - Darken Sage 4. OPEN DOOR Publishing, 2. Auflage, 2019, ISBN 978-3-9820721-3-5.
- Abschiede - Darken Sage 5. OPEN DOOR Publishing, 2. Auflage, 2019, ISBN 978-3-9820721-4-2.
- Verloren - Darken Sage 6. OPEN DOOR Publishing, 2. Auflage, 2019, ISBN 978-3-9820721-5-9.
- Familie - Darken Sage 7. OPEN DOOR Publishing, 2. Auflage, 2019, ISBN 978-3-9820721-6-6.
- Gefährtinnen - Darken Sage 8. OPEN DOOR Publishing, 2. Auflage, 2019, ISBN 978-3-9820721-7-3.
- Götterkinder - Darken Sage 9. OPEN DOOR Publishing, 2. Auflage, 2019, ISBN 978-3-9820721-8-0
- Wandel der Zeit - Darken Sage 10. OPEN DOOR Publishing, 2019, ISBN 978-3-9820721-9-7.